# Коваленко Володимир Денисович
Коваленко Володимир Денисович (*26 жовтня 1889, Біла Церква — †після 29 травня 1922) — військовий і громадський діяч, комендант міста Павлограда і Павлоградського повіту, осавул 18-го Новоросійського кінного полку 8-го Катеринославського корпусу Армії Української Держави; сотник Армії УНР.

## Біографія
Закінчивши Білоцерківську державну гімназію 1910 року, поступив на історично-філософський факультет Київського університету Св. Володимира.
| “24 листопада 1914 року добровільно вийшов з університету і вступив до Єлисаветградського військового кінного училища, яке закінчив по 1-му розряду 1 червня 1915 року. 1916 — 1917 рр. був на фронті в 3-у драгунському Новоросійському полку. В 1917 р. із старшин і козаків полку сформував кінну сотню і кулеметну команду. В листопаді 1917 р. обраний головою організаційної комісії по українізації 3-ї кінної дивізії. З грудня 1917 р. вийшов із сотнею і командою до м. Павлограда для формування полку. 4 січня 1918 р. схоплений большевиками і препроваджений до Харківської міської тюрми. 8 квітня т. р. вступив до бригади отамана Болбачана. 17 квітня з бригадою прибув до Павлограду, де за наказом отамана кінного К. Гордієнка полку Петріва призначений комендантом міста і повіту (...) 27 січня 1919 року призначений прийомщиком Волочиського кінно-ремонтного депо, де був до 21 травня т. р. 21 травня біля м. Броди потрапив у польський полон. 17 листопада 1919 р. з табору Домб’є виїхав до Варшави, а звідти через Чехію, Австрію, Сербію, Болгарію — до Одеси. До Одеси прибув 21 грудня 1919 року. Служив у 3-у драгунському Новоросійському полку, воював з большевиками до евакуації Криму. В листопаді 1920 р. прибув до Югославії і вступив до Люблянського університету”. |
Навчався на філософському факультеті Люблянського університету.